# Bou-Hedma-Nationalpark
Der Bou-Hedma-Nationalpark ist ein Nationalpark in Tunesien. Der Park liegt 85 Kilometer östlich von Gafsa im Zentralteil des Landes. Er liegt einige Kilometer südwestlich der Stadt Meknessi in den Ausläufern des Sahara-Atlas.
Das Reservat ist gleichzeitig Biosphärenreservat und Nationalpark. Es bedeckt eine Fläche von 170 Quadratkilometern, wovon 88 Quadratkilometer das Kerngebiet ausmachen. Der Rest besteht aus Pufferzonen und Randbereichen. Die Vegetation ist vorwiegend trocken-mediterran, teilweise steppenartig. Die Steppen sind aus degenerierten Wacholderwäldern entstanden. An Flussläufen und Wadis tritt eine typische Ufervegetation auf. Daneben kommen auch Akazien-Savannen vor. Die Höhenlagen reichen von 80 bis auf 814 m über dem Meeresspiegel.

## Biodiversität
In eingezäunten Bereichen des Reservates wurden einige Großtierarten ausgewildert, die einst typisch für die Trockenzonen Nordafrikas waren, heute aber nahezu verschwunden sind. Dazu zählen Mendesantilopen, Säbelantilopen, Damagazellen und Strauße. Die Damagazellen wurden in den 1990er Jahren ausgewildert. Im Jahr 2006 wurde der Bestand im Park mit 17 Stück angegeben, ein Jahr zuvor wurde der Bestand der Säbelantilope auf etwa 130 Tiere geschätzt. Die Mendesantilopen, die von Natur aus eher an noch trockenere Wüstengebiete angepasst sind, scheinen im Gebiet den stärkeren Säbelantilopen unterlegen zu sein, was zu einem Bestandsrückgang der Mendesantilope führte. Daher hat man einige Tiere in andere Schutzgebiete wie den Jebil-Nationalpark und den Senghar-Nationalpark überführt.
Auch Mähnenschafe werden in eingezäunten Bereichen gehalten. Einige Tiere entkamen allerdings in die umliegenden Gebiete des Parks.
Wildlebend im Park kommt die Dorkasgazelle vor. Weitere Antilopenarten, die heute fehlen, aber als potentielle Arten des Gebietes gelten, sind die Cuviergazelle und die Kuhantilope. Allerdings ist die nordafrikanische Unterart der Kuhantilope ausgestorben, weshalb man bei einer eventuellen Auswilderung auf fremde Unterarten zurückgreifen müsste.

## Nutzung und Management
Etwa 1400 Menschen leben konstant im Gebiet des Nationalparks. Durch die Nutzung als Weide- und teilweise auch Ackerland entstehen Nutzungskonflikte und die Erosion wird begünstigt. Mittlerweile gibt es Versuche, der Desertifikation durch die Unterstützung von ursprünglichen Gehölzarten entgegenzuwirken. Darüber hinaus wurde ein Ökologie-Museum eingerichtet.
Vor allem in den beiden großen eingezäunten Gebieten innerhalb des Parks mit 20 bzw. 10 Quadratkilometern hat sich die Vegetation erholt, da die Überweidung durch Vieh gestoppt werden konnte.

## Belege
1. ↑  Addax nasomaculatus in der Roten Liste gefährdeter Arten der IUCN 2010. Eingestellt von: Newby, J. & Wacher, T., 2008. Abgerufen am 18. 4. 2011.
2. ↑  Iain J. Gordon & J. Paul Gill: Reintroduction of Scimitar-horned oryx Oryx dammah to Bou-Hedma National Park, Tunisia. International Zoo Yearbook. Volume 32, Issue 1, pages 69–73, January 1993 doi:10.1111/j.1748-1090.1993.tb03517.x.
3. ↑  Nanger dama in der Roten Liste gefährdeter Arten der IUCN 2010. Eingestellt von: J. Newby, T. Wacher & F. Lamarque, 2005. Abgerufen am 18. 4. 2011.
4. ↑  Oryx dammah in der Roten Liste gefährdeter Arten der IUCN 2010. Eingestellt von: IUCN SSC Antelope Specialist Group, 2008. Abgerufen am 18. 4. 2011.
5. ↑  Informationen zum Status der Mendesantilope auf wildaddax.org (Memento des Originals vom 16. Januar 2018 im Internet Archive)  Info: Der Archivlink wurde automatisch eingesetzt und noch nicht geprüft. Bitte prüfe Original- und Archivlink gemäß Anleitung und entferne dann diesen Hinweis..
6. ↑  Shackleton, D., M. (ed.) and the IUCN/SSC Caprinae Specialist Group, 1997. Wild Sheep and Goats and their Relatives. Status Survey and Conservation Action Plan for Caprinae. IUCN, Gland, Switzerland and Cambridge, UK. S. 176
7. 1 2  D. P. Mallon, S. C. Kingswood: Antelopes, North Africa, the Middle East, and Asia: Global Survey and Regional Action Plans: North Africa, the Middle East and Asia (Pt. 4). Union Internationale pour la Conservation de la Nature et de ses Ressources, Switzerland (Januar 2001). ISBN 2831705940.